# Oguchi Onyewu
Oguchi Onyewu, né le 13 mai 1982 à Washington aux États-Unis, est un joueur international américain de football originaire du Nigeria qui évolue au poste de défenseur central. Il possède également la nationalité belge depuis 2008.

## Biographie
Les parents d'Oguchi sont arrivés aux États-Unis en provenance du Nigeria. Il a deux frères, Uche et Nonye, et deux sœurs, Chi-Chi et Ogechi. Ils ont vécu à Silver Spring puis Olney, dans le Maryland.
Onyewu est allé à la Sherwood High School où il a joué pendant deux ans au football. Il intègre la IMG Soccer Academy à Bradenton, en Floride, avant de retourner à Sherwood pour ses études. Il a alors joué deux ans pour les Clemson Tigers, à l'université de Clemson.
Il est repéré lors de la Coupe du monde des moins de 20 ans 2001 en Argentine par Francis De taddeo, Recruteur du FC Metz. C'est en 2002 qu'il décide de s'expatrier pour l'Europe. Il rejoint le FC Metz, où il ne parvient pas à s'imposer même s'il fait montre de nombreuses qualités, puis il rejoint la Belgique et le club de La Louvière. Il est ensuite transféré au Standard de Liège.
En janvier 2007, il est prêté à Newcastle United et reviendra le 1er juillet au Standard de Liège avec lequel il obtiendra le titre de champion 2007-2008 et 2008-2009. Onyewu est devenu un pilier incontournable de la défense.
Lors de la Supercoupe de Belgique 2008, il inscrit les deux premiers buts de son équipe l'aidant ainsi à remporter le précieux trophée.
International américain, Oguchi Onyewu a notamment remporté la Gold Cup en 2005 ainsi qu'en 2007. En 2006, il est titulaire en équipe des États-Unis à l'occasion de la Coupe du monde.
Le 7 juillet 2009, Le club de l'AC Milan confirme avoir acquis le joueur en fin de contrat au Standard de Liège, en lui faisant signer un contrat de 3 ans. Oguchi Onyewu devient le premier joueur américain de l'histoire à jouer dans un club aussi huppé que le Milan AC. Il débute le 30 septembre 2009 en jouant la dernière demi-heure du match de Ligue des champions contre le FC Zurich (0-1). Considéré néanmoins comme un remplaçant, il se blesse gravement au tendon rotulien du genou gauche lors d'un match international contre le Costa Rica, provoquant l'ire d'Adriano Galliani envers les équipes nationales. Il doit être opéré et reste plus de 5 mois sur la touche. Le joueur américain met bien plus de temps à revenir et il ne participe plus à aucun match de la saison, ne faisant pas son début en championnat lors de la saison 2009-10. Toutefois, la saison terminée, il demande et obtient de la part des dirigeants une prolongation de contrat d'un an mais, chose rare, ceci afin de pallier son indisponibilité durant la saison précédente. Il est ainsi prolongé, jusqu'en juin 2013, mais il ne reçoit durant la dernière année de son contrat aucune rémunération.
Malgré son faible temps de jeu durant la saison 2009-2010, Onyewu est sélectionné pour disputer la coupe du monde de football avec la sélection américaine de football. Il réalise un match solide face à l'Angleterre, réussissant à museler Rooney.

### Le "Captain America" du Sporting Portugal
Le 28 juin 2011, Oguchi Onyewu est officiellement présenté comme nouvelle recrue du Sporting Portugal, son transfert n'a rien coûté au club portugais. Carlos Freitas, directeur sportif du Sporting Portugal, explique que les bonnes relations entre le Milan AC et son club ont permis un arrangement entre toutes les parties, le club milanais libérant le joueur du restant de son contrat. Remplaçant non utilisé durant les premiers matchs de la saison, Onyewu profite d'un gros bouleversement de l'équipe à l'occasion du déplacement à Paços Ferreira le 10 septembre 2011 pour disputer son premier match sous les couleurs du Sporting, qui plus est, en tant que titulaire. Il ne sortira plus de l'équipe. Sa solidité, alliée à une grosse présence sur les coups de pied arrêtés défensifs et offensifs (5 buts marqués), font qu'il est rapidement adopté par les supporters du Sporting, et il hérite du surnom "Captain America". Contre Beira-Mar, le 29 janvier 2012, il s'offre le luxe d'inscrire un doublé aux 18e et 29e minutes de deux puissantes têtes sur coups de pied arrêtés. Le 19 février 2012, il est contraint de sortir sur blessure dès la 27e minute du match contre Paços Ferreira. Il n'effectuera son retour que deux mois plus tard, le 22 avril 2012, lors d'un déplacement sur la pelouse du Nacional Madeira.
Le 31 août 2012, il est prêté au Málaga CF.

Le 29 août 2013, le Sporting annonce officiellement sur son site internet avoir trouvé un accord avec Oguchi Onyewu pour mettre fin à son contrat.

### Charlton FC
Pour la saison 2014-2015, il évolue au Charlton Athletic.

## Statistiques
| Saison      | Club             | Pays     | Championnat | Championnat | Championnat | Coupes nationales | Coupes nationales | Coupe d'Europe | Coupe d'Europe | Coupe d'Europe | Total  | Total |
| Saison      | Club             | Pays     | Division    | Matchs      | Buts        | Matchs            | Buts              | Type           | Matchs         | Buts           | Matchs | Buts  |
| ----------- | ---------------- | -------- | ----------- | ----------- | ----------- | ----------------- | ----------------- | -------------- | -------------- | -------------- | ------ | ----- |
| 2011 - 2012 | Sporting CP      | Portugal | Liga        | 17          | 4           | 9                 | 1                 | C3             | 5              | 0              | 31     | 5     |
| 2012 - 2013 | Málaga CF (prêt) | Espagne  | Liga BBVA   | 2           | 0           | 4                 | 2                 | C1             | 3              | 0              | 9      | 2     |

Dernière mise à jour le 30 août 2013.

## Palmarès

### En sélection
États-Unis
- Vainqueur de la Gold Cup en 2005, 2007 et 2013
- Finaliste de la Coupe des confédérations en 2009 (défaite contre le Brésil)

### En club
Raal Louvière 
Vainqueur de la coupe de Belgique en 2003
 FC Twente
- Vainqueur de la Coupe des Pays-Bas en 2011
- Vice-champion des Pays-Bas en 2011

 Standard de Liège
- Champion de Belgique en 2008 et 2009
- Vainqueur de la Supercoupe de Belgique en 2008
- Vice-champion de Belgique en 2006

 Sporting Portugal
- Finaliste de la Coupe du Portugal en 2012

### Distinction personnelle
- Élu meilleur joueur américain de l'année 2006